# Fontaine à capia
La Fontaine à capia ou Fontaine Sainte-Thérèse, est une fontaine belge érigée en 1766 en bordure du chemin Saint-Pierre dans le bois de Mariemont. Elle a été reconstituée à son emplacement actuel, dans le parc, par Raoul Warocqué en 1893. Pourvue d'une toiture conique, elle surmonte trois colonnes toscanes.

## Galerie

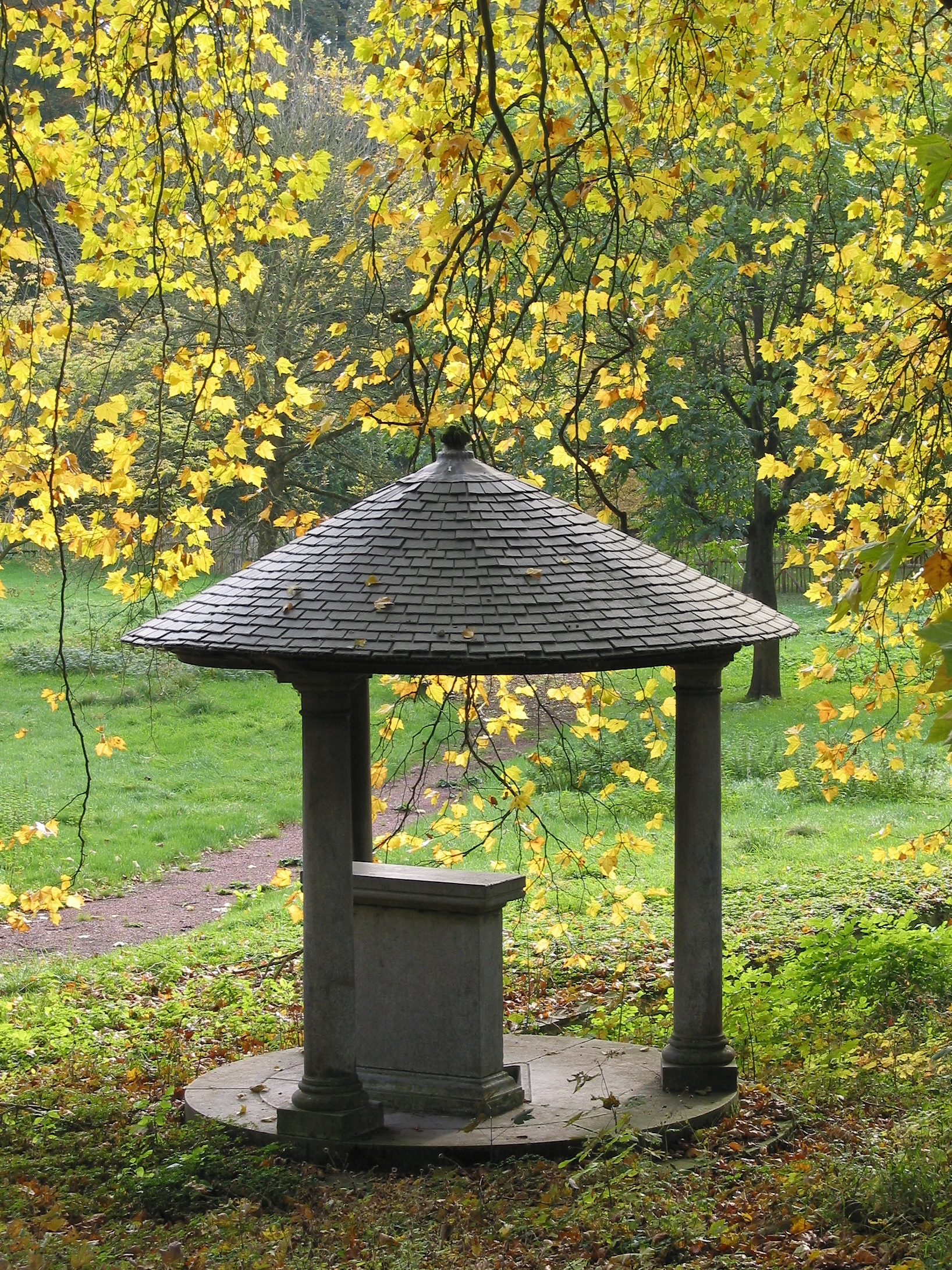
Fontaine à capia.
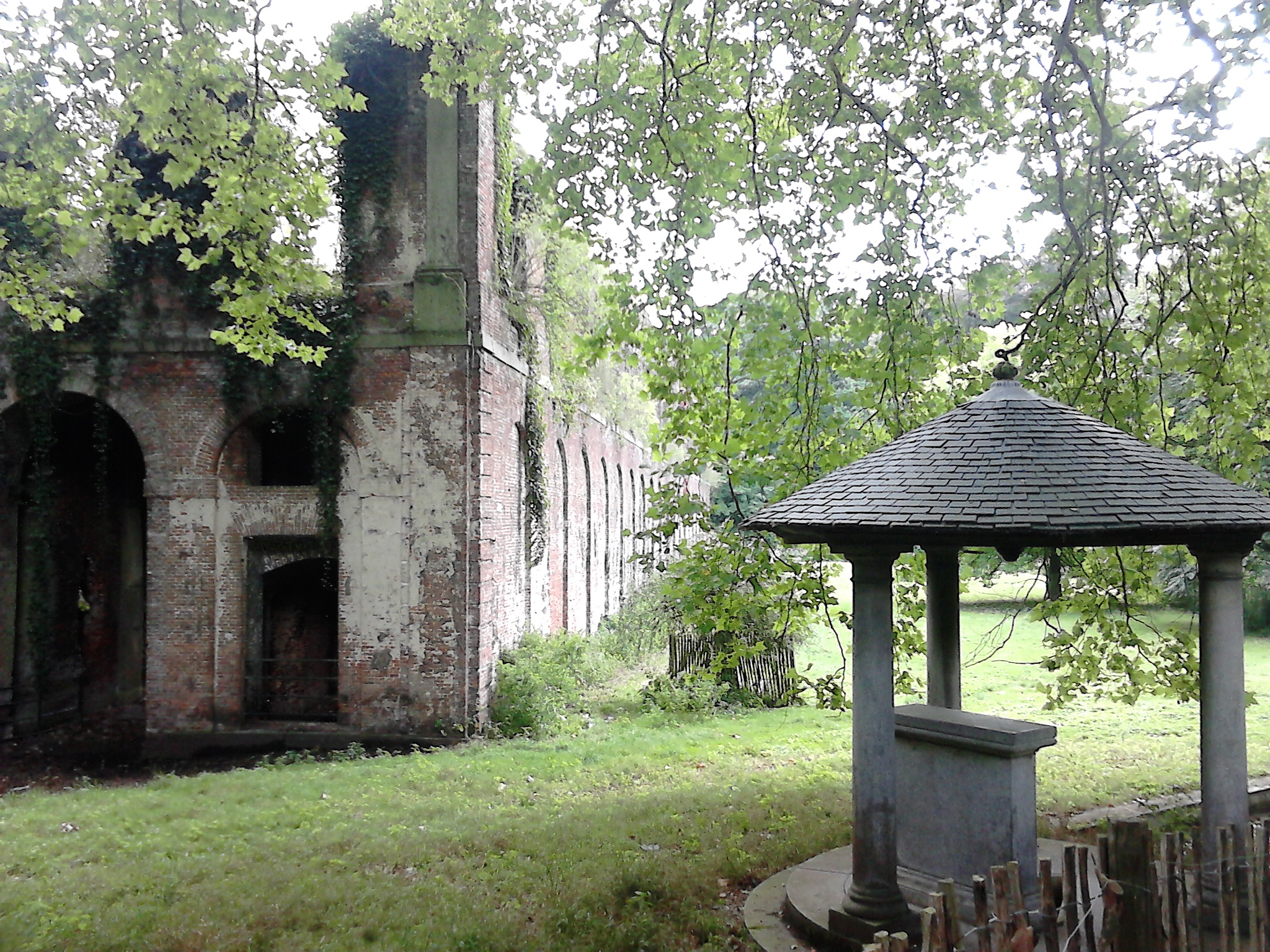
Fontaine à capia devant les ruines du château de Charles de Lorraine.